# Ammophila nitida
Ammophila nitida är en biart som beskrevs av Fischer de Waldheim 1834. Ammophila nitida ingår i släktet Ammophila och familjen grävsteklar. Inga underarter finns listade i Catalogue of Life.